# Tunari
Tunari é uma comuna romena localizada no distrito de Ilfov, na região de Muntênia. A comuna possui uma área de 29.60 km² e sua população era de 3746 habitantes segundo o censo de 2007.